# Studentenbrunnen

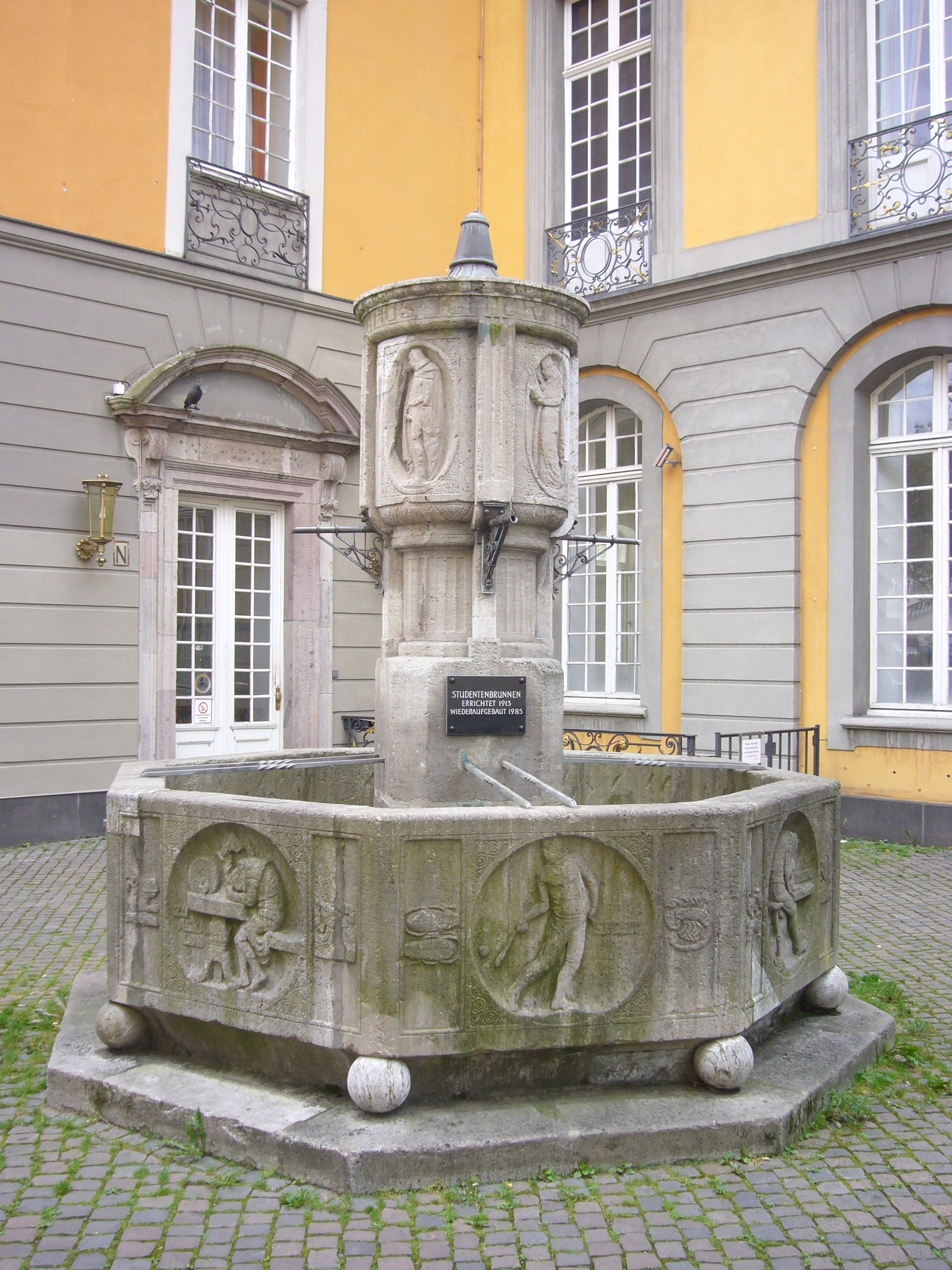
Der Brunnen vor dem Universitätsgebäude in Bonn-Zentrum; Inschrift der schwarzen Tafel: „Studentenbrunnen. Errichtet 1913. Wiederaufgebaut 1985“

Der Studentenbrunnen in Bonn wurde 1913 errichtet und ist ein Symbol historischer Studentenkultur in der Stadt. Der an der Ecke Franziskanerstraße / An der Schloßkirche stehende Brunnen wurde 1988 unter Denkmalschutz gestellt.
Der Aachener Bildhauer Carl Burger schuf 1913 einen Brunnen für den Schlosskirchenhof, dessen Reliefs die studentische Kultur des 19. Jahrhunderts thematisieren. Die vier großen Darstellungen auf der Brunnensäule zeigen die vier Fakultäten: Theologie, Philosophie, Jurisprudenz und Medizin. Darunter befinden sich Wappen der Universität, der Stadt Bonn, der Rheinprovinz und des Deutschen Reiches.
Die acht Reliefs an der Außenwand des oktogonalen Brunnentrogs zeigen Szenen des studentischen Lebens. So werden das studentische Fechten („Auf der Mensur“) und das ausschweifende Trinken („Die Lindenwirtin“) dargestellt. Auch ein weiteres Relief bezieht sich auf den Alkoholgenuss: Ein Student sitzt zusammengesunken am Wirtshaustisch, das Relief ist mit „Zu Askalon“ bezeichnet, womit der Künstler sich auf das Studentenlied Im schwarzen Walfisch zu Askalon bezieht.
Die Säule trägt außerdem die Inschrift „Gaudeamus igitur juvenes dum sumus“ (deutsche Übersetzung: Wir wollen also fröhlich sein, solange wir noch jung sind). Die Bronzefigur eines Studenten, die ursprünglich auf der Säule stand, existiert nicht mehr.
Im Zweiten Weltkrieg wurde der Brunnen bei Bombenangriffen beschädigt und deswegen nach Kriegsende abgebaut und eingelagert. Nach Restaurierung und Wiederaufbau durch die Werkstatt Steinmetzarbeiten C. Meisen übergab der Rektor der Bonner Universität, Kurt Fleischhauer (* 1929), am 19. Oktober 1985 den Brunnen wieder seiner Bestimmung. Er steht etwa an der gleichen Stelle wie vor der Einlagerung.